# (145480) 2005 TB190
(145480) 2005 TB190 — очень крупный транснептуновый объект. Открыт 11 октября 2005 года Эндрю Беккером, Энди Паккеттом и Джереми Кубикой в обсерватории Апачи-Пойнт. 5 декабря 2006 года объект был включён в каталог малых планет под номером 145480.

## Физические характеристики
По данным телескопа Гершель размеры (145480) 2005 TB190 лежат в пределах от 335 до 410 км.